# Acromyrmex nigrosetosus
Acromyrmex nigrosetosus es una especie de hormiga cortadora de hoja del género Acromyrmex, tribu Attini, familia Formicidae. Fue descrita científicamente por Forel en 1908.
Se distribuye por Bolivia, Brasil y Paraguay. Se ha encontrado a elevaciones de hasta 238 metros. Habita en campos cerrados.